# Стрейнер

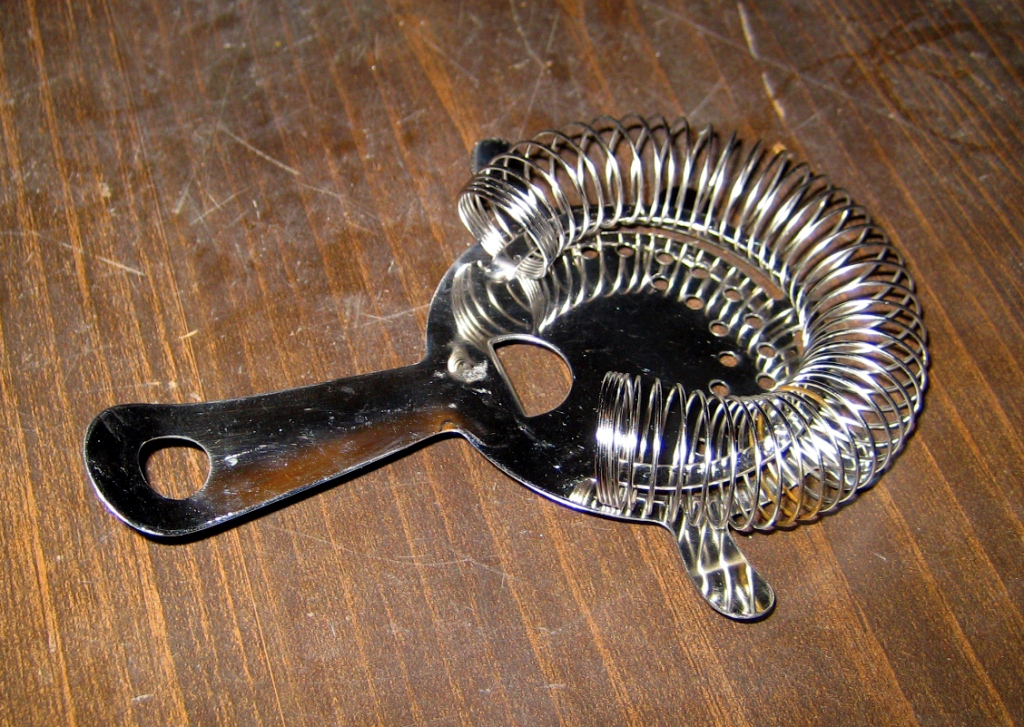
Стрейнер

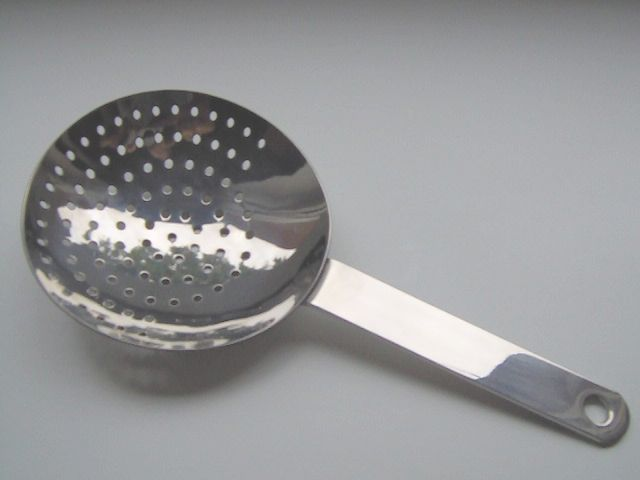
Джулеп-стрейнер

Стрейнер (англ. strainer — фильтр, сито) — профессиональный инструмент бармена, предназначенный для отсеивания крупных частиц, таких как лёд или кусочки фруктов, при переливании коктейля из шейкера в бокал. Данный барный инструмент в основном используется как дополнение к бостонскому шейкеру, так как в нём отсутствует фильтр.
Стрейнер состоит из металлической пластины с перфорацией и натянутой по периметру пружины. Основное отличие данного барного прибора от обычного ситечка заключается в том, что в стрейнере натянута скрученная в пружину проволока, которая позволяет задержать крупные кусочки используемых ингредиентов, но пропускать при этом основную мякоть фруктов и мелкие осколки льда. Также на пластине делают от двух до четырёх дополнительных выступов, для фиксации на бокале.